# سليم براينت
سليم براينت (بالإنجليزية: Slim Bryant)‏ هو مغني ومغن مؤلف وملحن أمريكي، ولد في 7 ديسمبر 1908 في أتلانتا في الولايات المتحدة، وتوفي في 28 مايو 2010 في بنسيلفانيا في الولايات المتحدة.

## وصلات خارجية
- سليم براينت على موقع ميوزك برينز (الإنجليزية)
- سليم براينت على موقع ميوزك برينز (الإنجليزية)
- سليم براينت على موقع ديسكوغز (الإنجليزية)